# 维尔杜姆
维尔杜姆是德国下萨克森州的一个市镇。总面积14.94平方公里，总人口1031人，其中男性520人，女性511人（2011年12月31日），人口密度69人/平方公里。